# 3"/70 Mark 6
3"/70 Mark 6 е 76,2 mm корабна британска сдвоена универсална артилерийска установка, използвана в Кралския флот на Великобритания през следвоенния период. Разработвана е съвместно със САЩ, но в крайна сметка се получават две достатъчно различаващи се кострукции, използва се на крайцерите от типа „Тайгър“ и фрегати на Канадските ВМС.